# Сиверсов канал
Сиверсов канал (рус. Сиверсов канал) вештачки је водени пут на северозападу европског дела Руске Федерације, на подручју Новгородског рејона на северу Новгородске области. Повезује токове река Волхова и Мсте и део је Вишњеволочког хидросистема, каналског система који повезује токове реке Волге и басен Неве. Његовом градњом заобићено је језеро Иљмењ и знатно скраћен пловидбени пут између две реке.
Канал је грађен у периоду 1798—1803. године на иницијативу тадашњег новгородског губернатора Јакова Јефимовича Сиверса у чију част је и добио име.
Непосредно по изградњи канал је био дугачак 8,5 километара и широк око 20 метара на дну, са просечном дубином од око 70 центиметара. Како је изграђен преко доста замочвареног подручја од најранијег периода настанка био је подложан засипању и интензивном зарастању због чега је за кратко време био у потпуности напуштен. Након реконструкције дужина канала је продужена до садашњих 10 километара, док је просечна дубина повећана на око 2,5 метара.
Градњом Сиверсовог канала измењено је природно корито рукавца Мали Волховец које је раније почињало на месту где се данас канал спаја са реком Волхов.